# Двести гривен
Двести гривен (укр. Двісті гривень) — номинал денежных монет и банкнот Украины, введенных в обращение 22 августа 2001 года. Третья крупнейшая купюра в истории современной Украины (до введения в 2006 году купюры номиналом 500 гривен) и первая, которая не была введена непосредственно при введении гривны в обращение.

## История

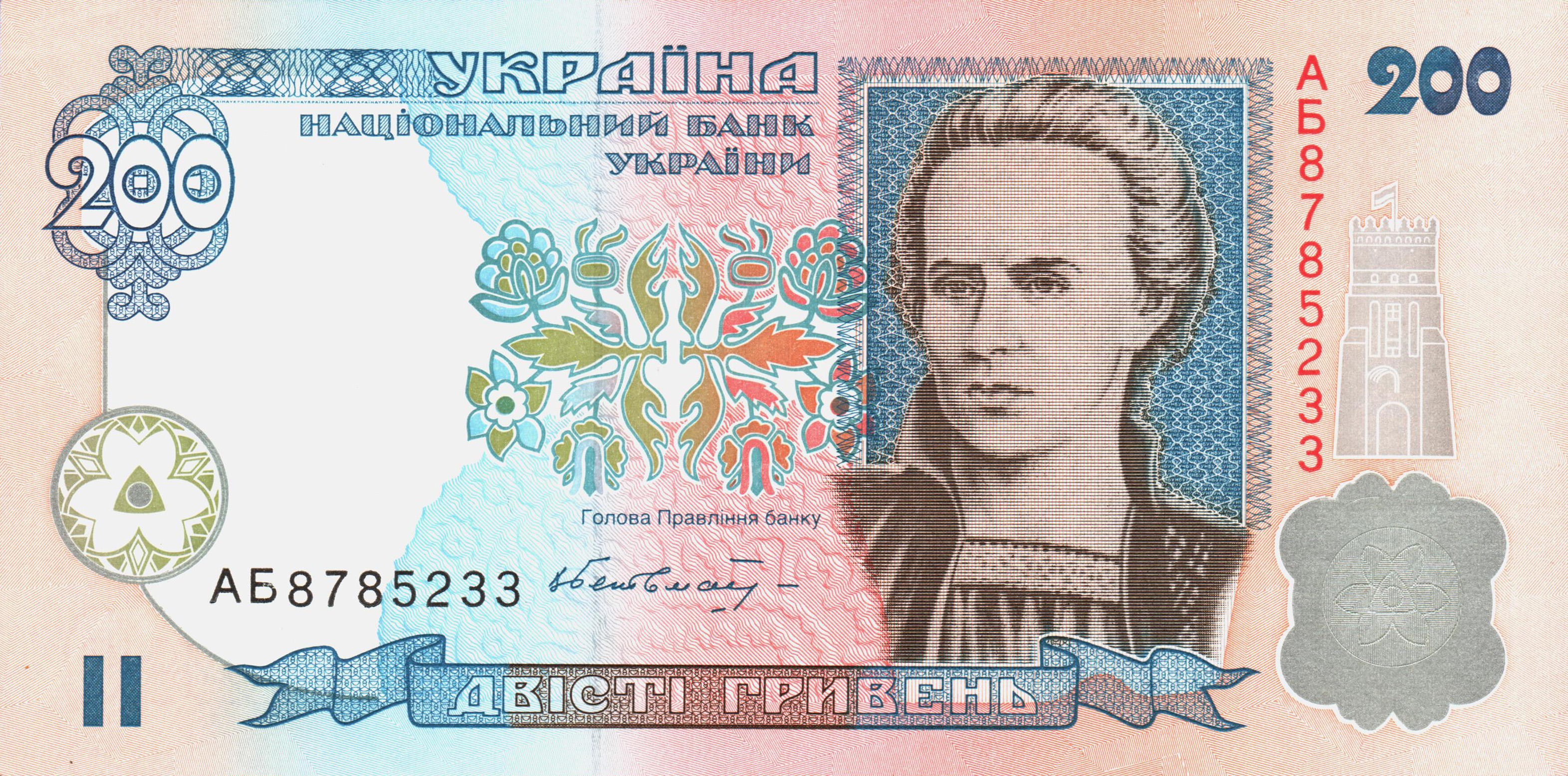
Аверс 200 гривен образца 2000 года

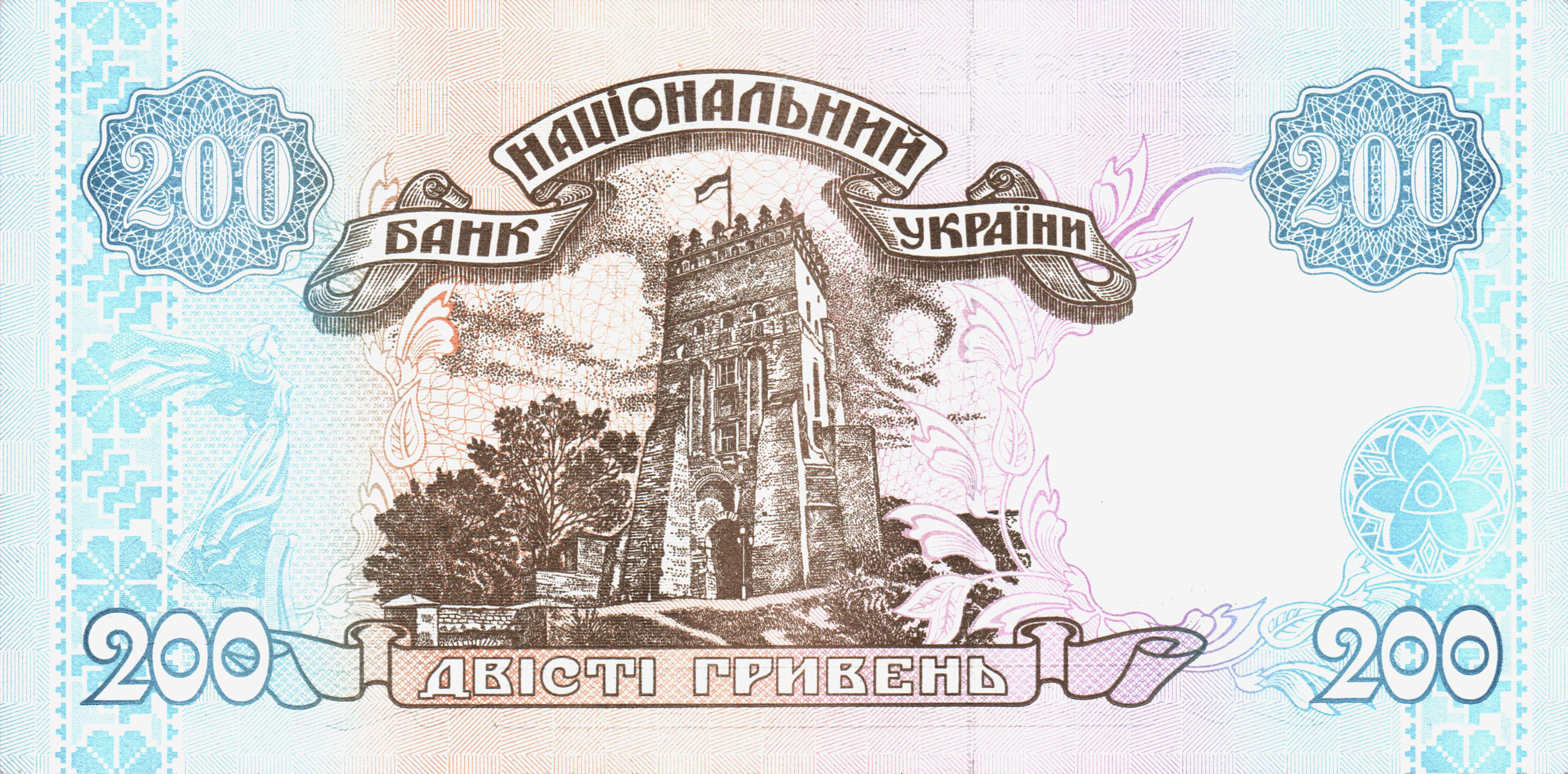
Реверс 200 гривен образца 2000 года

### Образец без года
Первые банкноты изготавливались британской фирмой Томас де ла Рю.
Банкноты печатались на специальной белой бумаге, не флуоресцирует в ультрафиолетовых лучах, с фиксированным многоцветным водяным знаком в виде портрета. Банкнота содержит следующие элементы защиты: рельефные элементы, антисканерную сетку, микротекст, скрытое и совмещенное изображение, видимые защитные волокна, защитную ленту, магнитный и флуоресцентный номера, скрытый номинал, орловская и высокая печать и т. п. Преобладающие цвета — розовый и синий.
На аверсной стороне банкноты справа расположено портретное изображение выдающейся украинской поэтессы Леси Украинки (Ларисы Петровны Косач-Квитки). Кроме того лицевая сторона банкноты содержит надписи Украина и Национальный банк Украины, номинал купюры, указанный числом и прописью, серию и номер, подпись председателя НБУ. Также на лицевой стороне размещена метка для людей с ослабленным зрением в виде двух вертикальных чёрточек.
На реверсной стороне банкноты, в центральной её части, размещены гравюрные изображение Въездной башни Луцкого замка. Кроме того обратная сторона банкноты содержит надпись Национальный банк Украины и номинал купюры, указанный числом и прописью. Ближе к левому краю купюры размещено изображение сестры основателей Киева Лыбеди. Дизайн обеих сторон банкноты дополнен орнаментом.
Главной особенностью банкнот данной серии является отсутствие года печати.
На банкнотах содержится подпись Вадима Гетьмана.
Банкнота введена в обращение 22 августа 2001 года.

### Образец 2007 года
Банкноты печатались Банкнотно-монетным двором НБУ в 2007 году.
Банкноты изготавливались на специальной бумаге с розовым оттенком, с многоцветным водяным знаком в виде портрета. Кроме того банкнота содержит защитную ленту и защитные волокна, микротекст, антисканерную сетку, рельефные элементы, скрытое и совмещенное изображение, оптически переменную краску, орловскую и радужную печати. Преобладающий цвет — розовый.
На аверсной стороне банкноты слева размещено портретное изображение Леси Украинки с надписью имени и годы жизни. Кроме того лицевая сторона банкноты содержит надписи Украина и Национальный банк Украины, номинал, указанный числом и прописью, а также подпись председателя НБУ. В центральной части купюры на фоне венка и дома, в котором размещен Литературно-мемориальный музей-усадьба Леси Украинки в селе Колодяжно, находятся строки из поэзии «За правду, братья, давайте объединяться искренне …»:
За правду, братья, давайте объединяться искренне,
 Единственный имеем правый путь...
На реверсной стороне банкноты справа находится изображение Въездной башни Луцкого замка, в центре — изображение летящего аиста. Кроме того обратная сторона содержит серию и номер банкноты, номинал, указанный числом и прописью, место и год печати.
На банкнотах размещена подпись тогдашнего главы Национального банка Владимира Стельмаха.
Введена в обращение 28 мая 2007 года.

### Образец 2019 года
Банкноты печатались на Банкнотно-монетном дворе НБУ в 2019 и 2021 годах.
Отличаются новыми дизайном и средствами защиты относительно предыдущей серии.
Введена в обращение 25 февраля 2020 года.

## Статистические данные
| Банкноты разных лет выпуска | Банкноты разных лет выпуска | Банкноты разных лет выпуска | Банкноты разных лет выпуска | Банкноты разных лет выпуска | Банкноты разных лет выпуска | Банкноты разных лет выпуска  | Банкноты разных лет выпуска | Банкноты разных лет выпуска | Банкноты разных лет выпуска |
| Изображение                 | Изображение                 | Подпись                     | Размеры                     | Основной цвет               | Описание                    | Описание                     | Дата                        | Дата                        | Дата                        |
| Аверс                       | Реверс                      | Подпись                     | Размеры                     | Основной цвет               | Аверс                       | Реверс                       | печати                      | выпуска                     | изъятия                     |
| --------------------------- | --------------------------- | --------------------------- | --------------------------- | --------------------------- | --------------------------- | ---------------------------- | --------------------------- | --------------------------- | --------------------------- |
|                             |                             | В. Гетьман (2000)           | 133х66 мм                   | Розово-синий                | Леся Украинка               | Въездная башня Луцкого замка | 2000                        | 22 августа 2001             | 1 января 2010               |
|                             |                             | В. Стельмах (2007)          | 148×75 мм                   | Розовый                     | Леся Украинка               | Въездная башня Луцкого замка | 2007                        | 28 мая 2007                 | 1 ноября 2024               |
|                             |                             | С. Арбузов (2011)           | 148×75 мм                   | Розовый                     | Леся Украинка               | Въездная башня Луцкого замка | 2011                        | 1 ноября 2011               | 1 ноября 2024               |
|                             |                             | И.Соркин (2013)             | 148×75 мм                   | Розовый                     | Леся Украинка               | Въездная башня Луцкого замка | 2013                        | 1 ноября 2013               | 1 ноября 2024               |
|                             |                             | С. Кубив (2014)             | 148×75 мм                   | Розовый                     | Леся Украинка               | Въездная башня Луцкого замка | 2014                        | 1 октября 2014              | 1 ноября 2024               |
|                             |                             | В. Гонтарева (2014)         | 148×75 мм                   | Розовый                     | Леся Украинка               | Въездная башня Луцкого замка | 2014                        | 1 декабря 2014              | 1 ноября 2024               |
|                             |                             | Я. Смолий (2019)            | 148×75 мм                   | Розовый                     | Леся Украинка               | Въездная башня Луцкого замка | 2019                        | 25 февраля 2020             | В обращении                 |
|                             |                             | К. Шевченко (2021)          | 148×75 мм                   | Розовый                     | Леся Украинка               | Въездная башня Луцкого замка | 2021                        | 9 ноября 2021               | В обращении                 |

## Памятные и оборотные монеты

### Золотые
Всего было выпущено две серии золотых монет номиналом 200 гривен. Монеты обеих серий имеют вес 15,55 г при диаметре 25 мм. Качество чеканки — пруф.
| Название              | Тираж | Дата выпуска   | Аверс | Реверс |
| --------------------- | ----- | -------------- | ----- | ------ |
| Киево-Печерская лавра | 20000 | 10 апреля 1997 |       |        |
| Тарас Шевченко        | 10000 | 12 марта 1997  |       |        |